# Orthonama albilinearia
Orthonama albilinearia är en fjärilsart som beskrevs av J. Peter Maassen 1890. Orthonama albilinearia ingår i släktet Orthonama och familjen mätare. Inga underarter finns listade i Catalogue of Life.